# Eberhard Schmitt
Eberhard Schmitt (* 4. Februar 1939 in Augsburg) ist ein deutscher Neuzeithistoriker und war bis zu seiner Emeritierung Hochschullehrer an der Universität Bamberg. Er befasste sich mit der Geschichte der Französischen Revolution und mit europäischer Expansionsgeschichte in Übersee in der frühen Neuzeit.

## Leben
Schmitts Vater war Professor an der Akademie der Bildenden Künste Nürnberg. Schmitt studierte Geschichte und Politikwissenschaft an den Universitäten Tübingen, Berlin, München und Paris und wurde 1968 in München bei Hans Maier (und Ernst Fraenkel) promoviert und lehrte von 1968 bis 1972 als wissenschaftlicher Assistent an der Universität Mainz. Gegenstand seiner Dissertation war die Französische Revolution, die er als Geburtsstunde der europäischen parlamentarischen Demokratien betrachtete, und die Entwicklung des Parlaments vom Ancien Régime bis zur Revolution, wobei er durch umfangreiche Quellenstudien ausführlich auf die Entwicklung schon vor der Revolution im Ancien Régime einging. Er sah in seiner Beschäftigung damit einen Beitrag zur demokratischen Stabilisierung in den Jahren der Studentenunruhen. 1972 wurde er ordentlicher Professor für Neuere Geschichte an der Ruhr-Universität Bochum und 1976 an die Universität Bamberg berufen.
Schmitt befasste sich mit zwei großen Themenkomplexen. Er galt schon in den 1970er Jahren als einer der „besten deutschen Kenner“ der Französischen Revolution. der schon 1973 einen Forschungs-Sammelband der Wissenschaftlichen Buchgesellschaft darüber herausbrachte und in Deutschland dazu internationale Kongresse organisierte. Er trug „wesentlich dazu bei, die westdeutsche Revolutionsforschung zurück aufs internationale Parkett zu führen“. Insbesondere organisierte er zwei Konferenzen, eine in Göttingen 1975, die andere in Bamberg 1979 (organisiert mit Reichardt), auf denen auch erstmals in der Nachkriegszeit bedeutende Vertreter der beiden gegensätzlichen Annales-Schule (der Schmitt methodisch nahestand) und der Schule von Albert Soboul in Paris in öffentlichen Debatten aufeinandertrafen, was sie sonst vermieden. Die tiefen Gegensätze blieben zwar zunächst bestehen, Schmitt sah das aber als Beitrag zur Gesprächskultur. Schmitt und Reichardt vertraten auf der Bamberger Konferenz in ihrem Beitrag mit dem programmatischen Titel Die Französische Revolution – Umbruch oder Kontinuität? die Seite von François Furet (auf der Konferenz nicht anwesend, die sog. Revisionisten) gegen die von Sobouls marxistischer Schule vertretene These eines einschneidenden Übergangs vom Feudalismus zum Kapitalismus. Die Revolution war nach Schmitt und Reichardt (und nach den Ergebnissen des von ihnen referierten Forschungsfortschritts) dagegen eher eine Zäsur in politischer als in sozialer Hinsicht, was auf die Soboul-Anhänger provokativ wirkte.
Ab den 1980er Jahren war sein Forschungsschwerpunkt die europäische Kolonialgeschichte der Frühen Neuzeit, auch unter wirtschaftsgeschichtlichen Gesichtspunkten, zum Beispiel Philipp von Huttens Expedition im Auftrag der Nürnberger Kaufmannsfamilie der Welser in Venezuela.
Er war mit Rudolf von Albertini Herausgeber der Zeitschrift Beiträge zur Kolonial- und Überseegeschichte und mit Markus A. Denzel und anderen des Jahrbuchs für Europäische Überseegeschichte. Mit Rolf Reichardt gab er die Reihe Ancien Régime, Aufklärung und Revolution im Oldenbourg Verlag heraus. Er war Mitglied der Vereinigung für Verfassungsgeschichte.
Er gab mit Rolf Reichardt die Politischen Schriften von Emmanuel Joseph Sieyès von 1788 bis 1791 heraus und übersetzte sie mit ihm vom Französischen ins Deutsche (erschienen bei Oldenbourg, München 1975, 2. Auflage. 1981). Außerdem übersetzte er die Theorie der Französischen Revolution von Antoine Barnave (Fink, München 1972).
1998 wurde er Vorsitzender der Forschungsstiftung für vergleichende europäische Überseegeschichte. Auch nach seiner Emeritierung setzte er die Arbeit an seiner mehrbändigen Quellenedition Dokumente zur Geschichte der europäischen Expansion fort.

## Schriften (Auswahl)
Monografien
- Repräsentation und Revolution. Eine Untersuchung zur Genesis der kontinentalen Theorie und Praxis parlamentarischer Repräsentation aus der Herrschaftspraxis des Ancien Régime in Frankreich (1760–1789). Beck, München 1969 (zugleich: Dissertation, Universität München).
- Einführung in die Geschichte der Französischen Revolution (= Beck'sche Elementarbücher), Beck, München 1976 (2. Auflage, 1980) (auch ins Spanische übersetzt).
- Die Zäsuridee der Französischen Revolution von 1789. In: Karl Bosl (Hrsg.): Der moderne Parlamentarismus und seine Grundlagen in der ständischen Repräsentation. Berlin 1977, S. 195–240.
- mit Rolf Reichardt: Die Französische Revolution – Umbruch oder Kontinuität? In: Zeitschrift für Historische Forschung. Band 7, 1980, S. 257–320 (Beitrag für das internationale Bamberger Colloquium zur Französischen Revolution, Juni 1979).
- Die Anfänge der europäischen Expansion (= Das Historische Seminar. NF Band 2). Schulz-Kirchner, Idstein 1991.
- Atlantische Expansion und maritime Indienfahrt im 16. Jahrhundert (= Übersee. Band 13). Abera-Verlag Meyer, Hamburg 1992 (2. Auflage, 1997).
- Konquista als Konzernpolitik. Die Welser-Statthalterschaft in Venezuela 1528–1556 (= Kleine Beiträge zur europäischen Überseepolitik. Band 18). Förderverein Forschungsstiftung für vergleichende europäische Überseegeschichte, Bamberg 1992.
- mit Matthias Meyn: Ursprung und Charakter der Französischen Revolution bei Marx und Engels. Studienverlag Brockmeyer, Bochum 1976 (auch in: Ernst Hinrichs, Eberhard Schmitt, Rudolf Vierhaus (Hrsg.): Vom Ancien Régime zur Französischen Revolution. Forschungen und Perspektiven (= Veröffentlichungen des Max-Planck-Instituts für Geschichte. Band 55), Göttingen 1978, S. 588–649).
- mit Herbert Volkmann: Absolutismus und Französische Revolution (= Arbeitshefte für den Geschichtsunterricht). Oldenbourg, München 1981–1984.
- mit Thomas Schleich und Thomas Beck: Kaufleute als Kolonialherren. Die Handelswelt der Niederländer vom Kap der Guten Hoffnung bis Nagasaki 1600–1800. C. C. Buchner, Bamberg 1988 (Ausstellungskatalog Universitätsbibliothek Bamberg).

Herausgeberschaft
- Die Französische Revolution. Anlässe und langfristige Ursachen. Wissenschaftliche Buchgesellschaft, Darmstadt 1973.
- Die Französische Revolution (= Neue Wissenschaftliche Bibliothek. Geschichte). Kiepenheuer und Witsch, Köln 1976.
- mit Ernst Hinrichs, Rudolf Vierhaus: Vom Ancien Régime zur Französischen Revolution. Forschungen und Perspektiven (= Veröffentlichungen des Max-Planck-Instituts für Geschichte), Göttingen 1978 (Kolloquium, Göttingen, Mai 1975).
- mit Rolf Reichardt: Die Französische Revolution – zufälliges oder notwendiges Ereignis? Akten des internationalen Symposions an der Universität Bamberg vom 4.–7. Juni 1979. 3 Bände. Oldenbourg, München 1983.
- mit Hans Maier: Wie eine Revolution entsteht. Die Französische Revolution als Kommunikationsereignis. Schöningh, Paderborn 1988 (2. Auflage, 1990).
- mit anderen: Dokumente zur Geschichte der europäischen Expansion. 5 Bände. Beck, München 1984–1988.
- Das Gold der Neuen Welt. Die Papiere des Philipp von Hutten 1534–1541. Berliner Wissenschaftsverlag, Berlin 1996 (2. Auflage, 1999).
- mit Götz Simmer: Tod am Tocuyo. Die Suche nach den Hintergründen der Ermordung Philipp von Huttens 1541–1550. Verlag Spitz, Berlin 1999.